# Malam Boukardi
Malam Boukardi (auch: Mallam Boukardi) ist ein Dorf in der Landgemeinde Chétimari in Niger.

## Geographie
Das von einem traditionellen Ortsvorsteher (chef traditionnel) geleitete Dorf liegt rund 17 Kilometer nördlich des Hauptorts Chétimari der gleichnamigen Landgemeinde, die zum Departement Diffa in der gleichnamigen Region Diffa gehört. Zu den Siedlungen in der näheren Umgebung von Malam Boukardi zählt N’Guel Kolo im Nordwesten.
Das Dorf ist Teil der 860.000 Hektar großen Important Bird Area des Graslands und der Feuchtgebiete von Diffa. Zu den in der Zone beobachteten Vogelarten zählen Arabientrappen, Beaudouin-Schlangenadler, Braunrücken-Goldsperlinge, Fuchsfalken, Nordafrikanische Lachtauben, Nubiertrappen, Prachtnachtschwalben, Purpurglanzstare, Rothalsfalken, Sperbergeier und Wüstenspechte als ständige Bewohner sowie Rötelfalken, Steppenweihen und Uferschnepfen als Wintergäste.

## Bevölkerung
Bei der Volkszählung 2012 hatte Malam Boukardi 736 Einwohner, die in 139 Haushalten lebten. Bei der Volkszählung 2001 betrug die Einwohnerzahl 187 in 36 Haushalten und bei der Volkszählung 1988 belief sich die Einwohnerzahl auf 384 in 77 Haushalten.

## Wirtschaft und Infrastruktur
Mit einem Centre de Santé Intégré (CSI) ist ein Gesundheitszentrum im Ort vorhanden. Es gibt eine Schule. In der Siedlung wird Saatgut für Hirse produziert.